# Provent
Provent är ett köpt underhåll i en katolsk-andlig institution (kloster, prästkommune eller biskopsgård). Det gäller i övervägande grad lekmän men i någon mån också personer ur det andliga ståndet.
Ordet provent härleds i allmänhet från medeltidslatinets praebenda (försörjning) men kan också gå tillbaka på latinets proventus (ränta). I samtida texter används på latin praebenda medan texter på folkspråket använder ordet provent. Detta är fallet i alla nordiska riken.
Systemet fick sin början i mitten av 1000-talet då vissa munkordnar införde lekbrödrasystemet. Man behövde hjälp med praktiska sysslor så att munkarna kunde ägna sig åt andliga övningar. Därmed öppnades dörren för lekbröder att köpa sig underhåll i andliga institutioner utan att ansluta sig till orden som medlemmar. Snart inordnades förfarandet också i den allmänna finansieringen av andliga institutioner. Systemet utformades en aning olika från land till land beroende på befintliga system för åldringsvård, som t.ex. sytning i Sverige. 
Systemets blomstring på 1300-talet berodde på att det gav proventgivarna en större frihet att ordna sitt liv. De flesta provent knöts till kloster och många av givarna var lågadliga eller ofrälse. Flertalet var kvinnor eller änkor men en del var också äkta par. En förälder med barn kunde även ingå proventavtal. 
I de flesta fall bestod proventgåvan av jordagods och pengar men många andra varianter förekom. Det underhåll som personerna fick var beroende av deras proventgåva. Samtliga torde dock ha fått bostäder utanför den egentliga institutionen. 
Provent ska enligt tidens språkbruk inte förstås som detsamma som broderskap även om tillhörighet till ett broder- eller systerskap kunde ingå i proventet men inte behövde göra det. Proventförfarandet förlorade sin kraft i god tid före reformationen.